# Vitrai-sous-Laigle
Vitrai-sous-Laigle è un comune francese di 229 abitanti situato nel dipartimento dell'Orne nella regione della Normandia.

## Società

### Evoluzione demografica
Abitanti censiti